# Ángela Romera Vera
Ángela Constantina Romera Vera (Provincia de Córdoba, 11 de marzo de 1912-Santa Fe, 4 de junio de 1990) fue una profesora universitaria argentina, que se desempeñó como representante de su país en Panamá, siendo la primera mujer argentina en ocupar el cargo de embajadora.

## Biografía
A los cuatro años de edad emigró a España, donde estudió Derecho y Filosofía en las Universidades de Zaragoza y Complutense de Madrid, y donde fue discípula de José Ortega y Gasset. Regresó a la Argentina en 1936 tras el estallido de la guerra civil española.
Revalidó su doctorado en Ciencias Jurídicas y Sociales en la Universidad Nacional del Litoral (UNL) en Santa Fe, donde se desempeñó como profesora de sociología y filosofía del Derecho. También fue docente en la Facultad de Ciencias de la Educación en Paraná; y en la de Filosofía, Letras y Ciencias de la Educación en Rosario. Formó parte del Consejo Directivo de Derecho, y del Consejo Superior de la misma casa de estudios. En 1958 cumplió un rol destacado, junto con otras mujeres, en la reforma del estatuto universitario.
En octubre de ese mismo año fue nombrada como embajadora en Panamá por el presidente Arturo Frondizi. Dejó la embajada en abril de 1962.